# Lampona braemar
Lampona braemar là một loài nhện trong họ Lamponidae. Loài này được phát hiện ở het oosten van Australië en Tasmanië.